# Saint-Honoré-de-Shenley
| Saint-Honoré-de-Shenley             |                        |
| Lumiere du soir - panoramio (3).jpg |                        |
| Coordenadas: 45º58'N, 70º50'O       |                        |
| Província                           | Quebec                 |
| Região administrativa               | Chaudière-Appalaches   |
| Incorporado em                      | 19 de Abril de 2000    |
| Prefeito                            | Herman Bolduc          |
| Código postal                       | 29038                  |
|                                     |                        |
| Área                                |                        |
| - Cidade                            | 136,46 km², 54,5 mi²   |
| Fuso horário                        | UTC -5                 |
| População (2006)                    |                        |
| - Cidade                            | 1.639                  |
| - Densidade                         | 12 hab/km², 30 hab/mi² |

Saint-Gédéon-de-Beauce é um município canadense do Conselho Municipal Regional de Beauce-Sartigan em Quebec, localizado na região administrativa de Chaudière-Appalaches, é denominado em honra de Honoré d'Amiens, e do abade Honoré Desruisseaux .
Localizado a menos de 20 minutos de Saint-Georges, na Rodovia 269 entre a freguesia de Saint-Martin e a aldeia de  La Guadeloupe, o município de St-Honoré-de-Shenley nasceu em 1854, no entanto, a constituição Municipal do Cantão Shenley é datada de 15 de março de 1873.